# Combiné nordique aux Jeux olympiques de la jeunesse d'hiver de 2016
Pour des articles plus généraux, voir Jeux olympiques de la jeunesse d'hiver de 2016 et Combiné nordique en 2016.
Navigation
2012 2020
Les épreuves de combiné nordique aux Jeux olympiques de la jeunesse d'hiver de 2016 ont lieu sur le Lysgårdsbakken et au stade de ski de Birkebeineren, près de Lillehammer en Norvège, les 16 février 2016 et 19 février 2016.
Les combinés participent également à une épreuve par équipes mixte de saut à ski, chaque équipe comprenant un sauteur, une sauteuse et un combiné.

## Organisation

### Calendrier
Les courses de combiné nordique ont lieu les 16 février 2016 et 19 février 2016.
| Épreuves                         | Date            | Épreuve     | Horaire | Horaire |
| -------------------------------- | --------------- | ----------- | ------- | ------- |
| Gundersen NH HS 100 / 5 km       | 16 février 2016 | Saut à ski  | 10:00   |         |
| Gundersen NH HS 100 / 5 km       | 16 février 2016 | Ski de fond | 13:30   |         |
| Gundersen NH HS 100 / 3 × 3,3 km | 19 février 2016 | Saut à ski  | 11:00   |         |
| Gundersen NH HS 100 / 3 × 3,3 km | 19 février 2016 | Ski de fond | 13:30   |         |

Les athlètes du combiné nordique vont également participer à une compétition de saut à ski par équipe mixte, avec une équipe composée d'une femme, d'un homme et d'un athlète de combiné nordique prévu le 18 février 2016. Ils participeront également à un relais de ski de fond au sein d'une équipe composée de cinq membres (un skieur de fond, une skieuse de fond, un sauteur à ski, une sauteuse à ski et un coureur du combiné nordique) le 20 février 2016,.

### Format des épreuves
Les athlètes exécutent premièrement un saut sur le tremplin normal, HS 100, suivi d’une course de ski de fond de 5 km qui consiste à parcourir deux boucles de 2,5 km. À la suite du saut, des points sont attribués pour la longueur et le style. Le départ de la course de ski de fond s'effectue selon la méthode Gundersen (1 point = 4 secondes), le coureur occupant la première place du classement de saut s’élance en premier, et les autres s’élancent ensuite dans l’ordre fixé. Le premier skieur à franchir la ligne d’arrivée remporte l’épreuve.

## Athlètes

### Qualification
Le nombre maximal d'athlètes possible est de 20.
| Comités olympiques       | Garçons | Total |
| ------------------------ | ------- | ----- |
| Autriche                 | 1       | 1     |
| Tchéquie                 | 1       | 1     |
| Estonie                  | 1       | 1     |
| Finlande                 | 1       | 1     |
| France                   | 1       | 1     |
| Allemagne                | 1       | 1     |
| Italie                   | 1       | 1     |
| Japon                    | 1       | 1     |
| Kazakhstan               | 1       | 1     |
| Norvège                  | 1       | 1     |
| Pologne                  | 1       | 1     |
| Russie                   | 1       | 1     |
| Slovénie                 | 1       | 1     |
| Ukraine                  | 1       | 1     |
| États-Unis               | 1       | 1     |
| Total Comités olympiques | 15      | 15    |

## Podiums

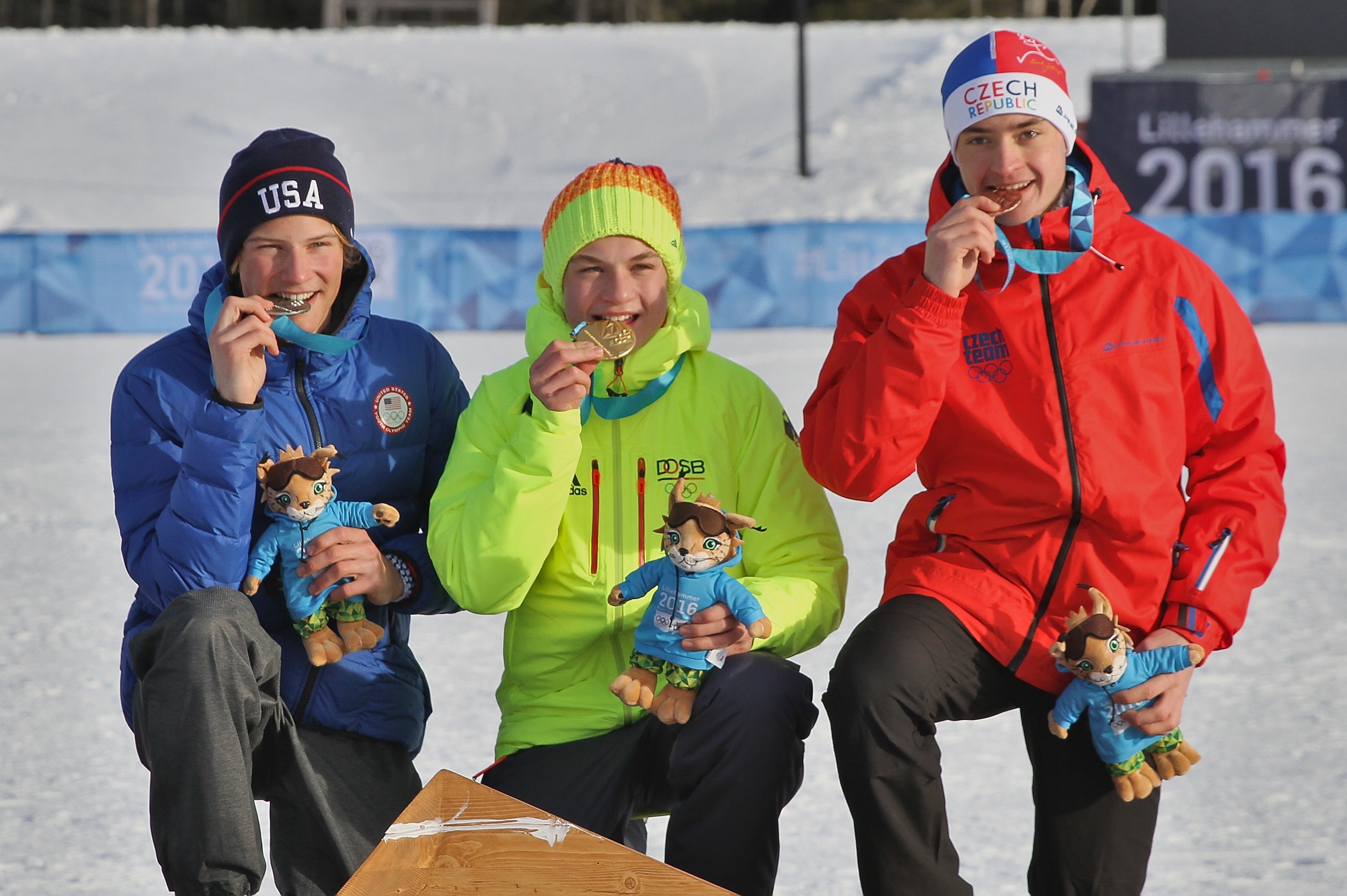
Les médaillés du combiné nordique individuel. De gauche à droite, Ben Loomis (États-Unis), Tim Kopp (Allemagne) et Ondřej Pažout (République tchèque).

| Épreuve                          | Or                                                                                        | Or            | Argent | Argent        | Bronze                                                                                   | Bronze        |
| -------------------------------- | ----------------------------------------------------------------------------------------- | ------------- | --- | ------------- | ---------------------------------------------------------------------------------------- | ------------- |
| Individuel                       | Tim Kopp                                                                                  | 13 min 31 s 4 | Ben Loomis                                                                                                | 13 min 36 s 6 | Ondrej Pazout                                                                            | 13 min 39 s 3 |
| Gundersen NH HS 100 / 3 × 3,3 km | Russie - Sofia Tikhonova - Vitalii Ivanov - Maksim Sergeev - Maya Yakunina - Igor Fedotov | 26 min 16 s 9 | Norvège- Anna Odine Stroem - Einar Lurås Oftebro - Marius Lindvik - Martine Engebretsen - Vebjoern Hegdal | 26 min 38 s 0 | Allemagne- Agnes Reisch - Tim Kopp - Jonathan Siegel - Anna-Maria Dietze - Philipp Unger | 26 min 38 s 4 |